# Liste von Jazzmusikern/F
| Abk.  | Instrument           |
| ----- | -------------------- |
| acc   | Akkordeon            |
| acl   | Altklarinette        |
| afl   | Altflöte             |
| arr   | Arrangement          |
| as    | Altsaxophon          |
| b     | Bass                 |
| bar   | Baritonsaxophon      |
| bcl   | Bassklarinette       |
| bjo   | Banjo                |
| bl    | Bandleader           |
| bo    | Bongo                |
| bs    | Basssaxophon         |
| cl    | Klarinette           |
| clo   | Cello                |
| comp  | Komponist            |
| cond  | Dirigent             |
| cor   | Kornett              |
| dr    | Schlagzeug           |
| eh    | Englischhorn         |
| ep    | Elektronisches Piano |
| fg    | Fagott               |
| fl    | Flöte                |
| flh   | Flügelhorn           |
| frh   | Frenchhorn           |
| gisy  | Gitarrensynthesizer  |
| git   | Gitarre              |
| gl    | Glockenspiel         |
| har   | Mundharmonika        |
| harp  | Harfe                |
| kb    | Kontrabass           |
| keyb  | Keyboard             |
| lyra  | Lyra                 |
| mando | Mandoline            |
| mar   | Marimba              |
| obo   | Oboe                 |
| org   | Orgel                |
| p     | Piano                |
| perc  | Perkussion           |
| picb  | Piccolobass          |
| pictp | Piccolotrompete      |
| reeds | Holzblasinstrumente  |
| sax   | Saxophon             |
| ss    | Sopransaxophon       |
| syn   | Synthesizer          |
| tb    | Tuba                 |
| th    | Tenorhorn            |
| tp    | Trompete             |
| trb   | Posaune              |
| ts    | Tenorsaxophon        |
| tt    | Turntables           |
| vib   | Vibraphon            |
| viola | Viola                |
| vl    | Violine              |
| voc   | Gesang               |

Diese Liste ist eine Unterseite der Liste von Jazzmusikern.

## Fa
- Tjaša Fabjančič voc, comp
- Dave Fabris git, bjo, comp
- Jon Faddis tp, bl
- Antoine Fafard b, git, comp
- Bill Faffley tp
- Kenneth Fagerlund dr, bl
- Claes-Göran Fagerstedt p
- Mike Fahn trb, voc
- Mike Fahie trb
- Julie Fahrer voc
- Thomas Fahrer dr
- Dalia Faitelson voc, git, comp
- Peter Fairclough dr
- Richard Fairhurst p, comp
- Al Fairweather tp
- Digby Fairweather tp, cor, voc
- Thomas Faist as, ts, fl, cl, comp
- Mirko Fait ts, ss, comp
- Yiorgos Fakanas b, comp
- Feya Faku tp
- Tony Falanga kb
- Marvin Falcon git
- Bjarke Falgren vl, comp
- Thibault Falk p, comp
- Markus Faller dr, perc
- Sven Faller kb
- Bobby Falta git
- Lancy Falta git, comp
- Don Falzone kb
- Giovanni Falzone tp, comp
- James Falzone cl
- Sam Falzone sax, cl, b-cl, fl
- Roger Fanfant acc, vln
- Fernando Fantini cl, acc, ss, as, ts, bar, comp
- Marcio Faraco voc, g
- Antonio Faraò p
- Andy Farber ts
- Brad Farberman git
- Tal Farlow git
- Art Farmer tp
- Brian Farnon sax, arr
- Joe Farnsworth dr
- Gérard Faroux dr
- Charles Farrell p
- Joe Farrell ts, ss, fl
- Ernie Farrow b, p, dr
- Yvonne Dixie Fasnacht cl, voc
- Joel Fass git
- Helmuth Fass b
- Robert Fassin tp
- Laïka Fatien voc
- Shayan Fathi perc
- Nick Fatool dr
- Julian Fau dr
- Paul Faulise b-trb
- Dan Faulk ts, ss
- Justin Faulkner dr, comp
- Roland Faulkner git
- Maria Faust sax, bl
- Enzo Favata ts, sopranino, bcl, sampler, comp
- Malachi Favors b
- Florian Favre p, comp
- Pierre Favre dr, perc
- Julien Favreuille sax
- Walter 'Wally' Fawkes cl
- Amaury Faye p, key
- Raphaël Faÿs g
- Enrico Fazio kb
- Irving Fazola cl

## Fe
- Avram Fefer sax, cl, bcl
- Thomas Fehling ts, bl
- Steven Feifke p, arr, comp, cond
- Hans Feigenwinter p, org, comp
- Peter Feil trb
- Michael Feinberg kb
- Scott Feiner git, perc
- Andreas Feith p, comp
- Kornél Fekete-Kovács tp, flh, comp, arr
- Nir Felder git
- Victor Feldman vib, dr, perc, p, bl
- Delbert Felix kb
- Lennie Felix p
- Tommy Felline bjo, git
- Johannes Felscher b, kb, comp
- Johannes Fend b, comp
- Florian Fennes bar, sax, cl, comp
- Alan Ferber trb
- Maynard Ferguson tp, flh, trb, bl
- Paul Ferguson trb
- Sherman Ferguson dr
- Djaduk Ferianto perc
- Édouard Ferlet p
- Ned Ferm ts, comp
- Agustí Fernández p, comp
- Eva Fernández as, ss, bar, cl, voc, comp
- Iago Fernández dr
- Girisha Fernando b, git
- Per Arne Ferner git
- Toninho Ferragutti acc
- Gabriel Ferrandini dr, perc
- Joe Ferrante tp
- Don Ferrara tp
- Paul Ferrara dr
- Boulou Ferré git, comp
- Elios Ferré git, comp
- Pere Ferré p
- Pedro Ivo Ferreira kb, comp
- Ryan Ferreira git
- Albert Ferreri as, ts, cl
- Léon Ferreri tp, trb, vln, p
- Bamboula Ferret git, vln, voc, comp
- Baro Ferret git, comp
- Challain Ferret git
- Matelo Ferret git
- Sarane Ferret git
- Andy Ferretti tp
- Glenn Ferris trb
- Manfred Ferro trb
- Haggai Fershtman dr
- Judith Ferstl kb, comp
- Frank Ferrucci p, keyb
- Peter Fessler voc, git, comp
- Volker Fest b, git
- Jochen Feucht ts, ss, cl, fl, bassetthorn, arr, comp
- Addi Feuerstein as, fl, vibes, arr, comp
- Bobby Few p
- Garrison Fewell git
- Mongezi Feza tp

## Fi
- Toby Fichelscher voc, bo, p
- Bernard Fichtner git, comp
- Hans Fickelscher dr, perc, cond
- Roland Fidezius kb, e-b
- Steve Fidyk dr
- Joe Fiedler trb, arr
- Gregg Field dr, arr
- John Field kb
- Alvin Fielder dr
- Ernie Fields trb, bl
- Eugene Fields git
- Geechie Fields trb
- Irving Fields p, arr
- Kansas Fields dr
- Lawrence Fields p
- Anton Fier dr
- Anton Fig dr
- Amina Figarova p, comp
- Kevin Figes sax
- Diego Figueiredo git, arr, comp
- Sammy Figueroa perc, lead
- Alec Fila tp
- Ken Filiano kb
- Remy Filipovitch ts, comp
- Evi Filippou vib, perc, comp
- Román Filiú as, ts, ss
- Dominique Fillon p, comp
- Jean-Luc Fillon oboe, english horn, kb, bg, comp
- David Finck b
- Robin Fincker ts, cl, comp
- Emin Fındıkoğlu p, keyb, syn, comp
- Chuck Findley tp
- Jack Fine cor, tp, voc
- Jean Fineberg ts, as, fl, dr, comp
- Christian Finger dr
- Johannes Fink kb, clo, git, dr, comp
- Thomas Fink p
- Edwin Finckel p, arr, comp
- James Finn ts
- Zachary Finnegan tp
- Barry Finnerty git, p
- Garland Finney p
- Nick Finzer trb
- Ettore Fioravanti perc, bl
- Ted Fiorito p, comp, bl
- Tedd Firth p
- Donat Fisch as, ts, comp
- Axel Fischbacher git, comp, bl
- Walter Fischbacher p, comp
- Alexander Fischer tp
- Armin Fischer dr
- Erich Fischer vib, baritonhorn, voc, perc
- Heiko Fischer git, comp, arr
- Jörg Fischer dr
- John Fischer p, comp
- Julian Fischer git, comp
- Nils Fischer timbales, congas, bo, batá, arr, bl
- Sören Fischer trb, comp
- William S. Fischer keyb, arr, comp
- Xaver Fischer ep, org, keyb
- Hardy Fischötter dr
- Glen Fisher b
- Mark Fisher bjo, voc
- Trygve Waldemar Fiske (* 1987) b, comp
- Arnold Fishkin b
- Larry Fishkind tu
- Nicolas Fiszman b, kb, git, keyb, arr, comp
- Bill Fitch perc
- Mal Fitch p, voc, bl
- Andy Fitzgerald reeds
- Ella Fitzgerald voc
- David Fiuczynski git

## Fl
- Štěpán Flagar ts, ss, cl, comp
- Mikkel Flagstad sax, cl
- Paul Flaherty as, ts
- Tommy Flanagan p
- Bob Flanigan trb, b, voc
- Phil Flanigan kb
- Ingebrigt Håker Flaten b, bl
- Jackie Flavelle e-b, kb
- Britta-Ann Flechsenhar voc, comp
- Béla Fleck bjo
- Raimund Fleiter p, lyra, comp
- Gordie Fleming acc, p, arr
- Leopoldo Fleming perc, cga, dr, bgo, bells, marimba
- King Fleming p
- Michael Fleming kb
- Orlando le Fleming kb
- Lorenzo Flennoy p
- Aaron Fletcher as, ss
- Wilby Fletcher dr
- Birgitta Flick ts, sax, comp
- Jo Flinner p, keyb
- Christian Flohr kb
- Brian Floody dr
- Arno Flor git, comp, cond
- Mathei Florea p, comp
- Henri Florens p
- Joachim Florent kb
- Luca Flores p, comp
- Guilhem Flouzat dr, comp
- Pat Flowers p, voc
- Babi Floyd voc
- George Fludas dr
- Michael Flügel p
- George Flynn trb

## Fn – Fo
- Önder Focan git, comp, arr
- Marty Fogel ts, ss, cl, comp
- Jean Claude Fohrenbach ts
- Hubert Fol as
- Raymond Fol p, celeste
- Nicolas Folmer tp, cond
- Chuck Folds p
- Ronaldo Folegatti git
- Foley bg
- Zack Foley  Vic
- Jean-Marc Foltz cl, bcl
- Bill Folwell kb, bg
- Joe Fonda b, bl
- Martin Fondse p, arr, comp, dir
- Alessandro Fongaro kb
- Thomas Fonnesbæk kb
- Raymond Fonsèque trb, tu, arr
- Paul Fontaine tp
- Carl Fontana trb
- Sandro Fontoni b
- Pärre Förars voc, vln, cl, git, sax
- Graham Forbes p
- Joel Forbes kb
- Vincent Forchetti trb
- Antonio Forcione git
- Billy Ford tp, voc
- Clarence Ford sax, cl
- Dan Ford ts, ss, keyb
- Joe Ford as, ss, fl, comp
- Ricky Ford ts
- Robben Ford git
- Declan Forde p
- Barry Forgie trb, arr, comp, cond
- Adam Forkelid p, key, org, comp
- Elin Forkelid ts, ss
- Bruce Forman git
- James „Hen Gates“ Forman p
- Mitchel Forman p
- Michael Formanek b, comp
- Matías Formica as
- Kekko Fornarelli p, comp
- Jimmy Forrest ts
- Bobby Forrester p
- Noa Fort  p, voc
- Sullivan Fortner p
- Dawid Fortuna dr
- Maciej Fortuna tp
- Sonny Fortune as
- Stéphane Foucher dr
- Dudley Fosdick mell
- Fred Foss reeds
- John Foss tp, flhn
- Al Foster dr
- Frank Foster ts, comp
- Herman Foster p
- John Foster p
- Michael Foster sax, cl, electr
- Pops Foster b
- Ronnie Foster org, p, comp
- Eli Fountain vib, perc
- Pete Fountain cl
- Florence Fourcade viol
- Johnny Fourie git
- Denis Fournier dr, comp
- Bruce Fowler tbn
- Chad Fowler sax
- Lemuel Fowler p
- Robert Fowler ts, cl
- Tom Fowler b, arr
- Walt Fowler tp, flh, syn, arr
- Curtis Fowlkes trb, voc
- Ken Fowser sax
- Charles Fox p
- Danny Fox p
- Rock Fox (alias Chas Meredith) tp, sax
- Victor Fox ts, bcl
- Shirley Bunnie Foy voc, perc, comp

## Fr - Ft
- Jack Fragomeni git
- Joel Frahm ts
- Olivier Franc ss, cl, as, voc
- René Franc cl, ss
- Thiago França bl, arr, comp
- Martin France dr
- Mulo Francel sax, comp
- Bob Franceschini sax, fl, cl, comp
- James Francies p, keyb
- Léon Francioli kb
- Rimona Francis p, voc
- Daniel Franck kb
- Tomas Franck ts
- Don Francks voc, dr, trb, fl
- Guilherme Franco perc
- Artt Frank dr
- Walter Frank p
- Danny Frankel dr, perc
- Otto Franker p, vib, comp, arr
- Henry Franklin kb, e-b
- Jane E. Franklin voc
- William Franklin trb, voc, arr
- Michael Franks voc, git, comp
- Sal Franzella reeds
- Nick Fraser dr
- Piero Frassi p, comp
- Rosie Frater-Taylor voc, git
- Erik Fratzke kb, e-b, git
- Roy Frazee p
- Cie Frazier dr
- Jake Frazier trb
- Larry Frazier git
- Linda Fredriksson bar, as, bcl, fl, syth, p, git, comp
- Carol Fredette voc
- Paul Fredricks, tp
- Ronnie Free, dr
- Bob Freedman p, as, arr
- Bud Freeman ts, cl
- Chico Freeman sax, bl
- Rodger Freeman trb, keyb, p, perc
- Russ Freeman p
- Russ Freeman git
- Stan Freeman p, arr
- Von Freeman sax
- Addison Frei p, comp
- Peter Frei b
- Daniel Freiberg p, arr, comp
- Amaro Freitas p, comp
- Fabio Freire perc
- Bob French dr, bl
- Martial Frenzel dr
- Rembrandt Frerichs p, comp
- Paolo Fresu tp
- Joki Freund ts, arr, comp
- Adrian Frey p, ep, comp
- Dave Frey bjo, git
- Elmar Frey dr
- Fran Frey voc, as, comp
- Joa Frey git, voc, comp
- Lea W. Frey voc, comp
- Matthias Frey p, keyb, comp
- Peter K. Frey kb
- Simon Frick vln, comp, arr
- Daniel Fricker kb
- Fred Fried git
- Renata Friederich voc, comp
- Robert Friedl sax, comp
- Erik Friedlander clo
- Margot Friedländer voc
- Dave Friedman tp
- Dave Friedman git
- David Friedman vib
- Don Friedman p
- Snooks Friedman dr, bl
- Gabriela Friedli p
- Lionel Friedli dr
- Oliver Friedli p
- Tobias Friedli dr
- Jürgen Friedrich p
- Lucca Fries p
- Matthew Fries p
- Aseo Friesacher p, comp
- David Friesen b, comp
- Eugene Friesen clo, comp
- Kelly Friesen kb
- Live Foyn Friis voc, comp
- Laurie Frink tp, flhn
- Philip Frischkorn p, comp
- Volker Frischling vib, dr, voc
- Johnny Frigo v, b
- Bill Frisell git
- Dave Frishberg p, voc, comp
- Frank Froeba p
- Herbert Fröhlich bl, vln, arr
- Tobias Frohnhöfer dr, vib, comp
- Henny Frohwein kb, voc, bl
- Ian Froman dr
- Felix Fromm trb, comp, arr, bl
- Lou Fromm dr
- Alex Frondelli git
- Thomas Froschauer dr
- Richie Frost dr
- Tony Fruscella tp
- Don Frye p
- Jim Fryer trb, clo, vl, bl
- Gregor Ftičar p, keyb, org, comp

## Fu – Fz
- Christina Fuchs sax, cl, bcl, comp, cond
- Kristina Fuchs voc
- Joachim Fuchs-Charrier dr
- Berkeley Fudge ss, ts
- Roger Fugen  dr
- Cor Fuhler keyb, p, comp, bl
- Dietmar Fuhr kb
- Wolfgang Fuhr sax
- Gary Fuhrmann ss, ts, comp
- Nobuo Fujii dr
- Satako Fujii p
- Sadayasu Fujii p, arr
- Kohji Fujika cl
- Yoshiaki Fujikawa as
- Dylan Fujioka dr, perc
- Masaaki Fujita git
- Tomas Fujiwara dr
- Yūko Fujiyama p
- Jun Fukamachi p, keyb, synth
- Tsunetami Fukuda trb
- Akira Fukuhara trb
- Isoo Fukui kb, clo
- Michika Fukumori p
- Shinya Fukumori dr
- Hiroshi Fukumura trb
- Charles Fulcher cl, vln, tb, vcl, bl
- Richard Fullbright b, tu
- Tommy Fulford p
- Curtis Fuller trb, comp, bl
- Earl Fuller p, bl
- Jeff Fuller kb, eb
- Jesse Fuller (Klarinettist) cl
- Jesse Fuller (Schlagzeuger) dr
- Tia Fuller as, ss, fl, arr
- Walter Fuller tp, voc
- Champian Fulton p, voc
- Stephen Fulton flhn
- Horacio Fumero b
- Lucía Fumero p, keyb, voc
- Laura Furci p
- Stéphane Furic, kb
- Sam Furnace, sax, fl
- Paul Furniss as, ss, ts, cl, fl, tinwhistle, comp, bl
- Ernie Furtado kb
- Ryōjirō Furusawa dr
- Arve Furset keyb, p
- Takashi Furuya as, ts
- Andy Fusco sax